# Budiná
Budiná es un municipio del distrito de Lučenec en la región de Banská Bystrica, Eslovaquia, con una población estimada a final del año 2024 de 198 habitantes.
Se encuentra ubicado en el centro-sur de la región, en el valle del río Ipoly —un afluente izquierdo del Danubio— y cerca de la frontera con Hungría.

## Demografía
| Año        | 1994 | 2004     | 2014     | 2024     |
| ---------- | ---- | -------- | -------- | -------- |
| Población  | 390  | 303      | 254      | 198      |
| Diferencia |      | −22,30 % | −16,17 % | −22,04 % |

| Año        | 2023 | 2024    |
| ---------- | ---- | ------- |
| Población  | 196  | 198     |
| Diferencia |      | +1,02 % |